# AP Pension Livsforsikringsaktieselskab
AP Pension Livsforsikringsaktieselskab er et dansk aktieselskab ejet af Foreningen AP Pension F.M.B.A.
| Erhverv og erhvervsliv | Spire Denne artikel om erhverv, erhvervsliv og arbejdsmarked er en spire som bør udbygges. Du er velkommen til at hjælpe Wikipedia ved at udvide den. |